# Metropolia Osaki-Takamatsu
Metropolia Osaki-Takamatsu (do 2023 metropolia Osaki) – metropolia Kościoła rzymskokatolickiego w Japonii. Została ustanowiona w 1969. Składa się z metropolitalnej archidiecezji Osaki-Takamatsu oraz trzech diecezji. Od 2014 godność metropolity sprawuje kard. Thomas Aquino Man’yō Maeda. 
W skład metropolii wchodzą:
- Archidiecezja Osaki-Takamatsu
- Diecezja Hiroszimy
- Diecezja Kioto
- Diecezja Nagoi